# オマーン解放人民戦線
オマーン解放人民戦線（アラビア語: الجبهة الشعبية لتحرير عمان、英語: Popular Front for the Liberation of Oman）は、オマーンの共産主義組織の一つである。アラブナショナリズム及びマルクス主義を信奉する。1974年に占領下アラブ湾岸解放人民戦線が分裂して結成された。

## 背景
この組織の源流であるドファール解放戦線(DLF)は1962年にドファール慈善協会（DBS）、ドファール兵士機構（DSO）及びアラブ民族主義運動(ANM)オマーン支部が合同して結成され、1965年6月に武装闘争を開始した。

## 人民戦線の結成
ドファール解放戦線では旧アラブ民族主義運動系の勢力の影響力が増し、さらに隣国南イエメンの革命の影響を受けて左傾化していった。1968年9月、ドファール解放戦線は占領下アラブ湾岸解放人民戦線(PFLOAG)に発展改組した。1970年6月、オマーン北部においてオマーン及びアラビア湾解放国民民主戦線(NDFLOAG)が結成される。この団体はその後1971年12月占領下アラブ湾岸解放人民戦線と合併し、オマーン及びアラビア湾解放人民戦線(PFLOAG)となった。1973年にはアラブ首長国連邦軍内部に秘密細胞を結成した。
1974年に組織はオマーン解放人民戦線とバーレーン解放人民戦線（PFLB）に分裂した。オマーン解放人民戦線はその後もいくつかの地下活動を継続した。オマーン解放人民戦線は青年組織としてオマーン青年機構を組織し、機関誌「Uman al-Thawrah」を発行させた。

## ドファール反乱
ドファールの反乱（1962年-1976年）で国王は1970年から穏健派に恩赦を与えることにより組織の離反者を増やす事に成功した。また西洋から軍事面、財政面の支援を受けドファールの大半を奪還することに成功した。1972年7月19日、ミルバトの戦いにおいて政府軍に敗北した。1976年1月にオマーン解放人民戦線はドファール反乱における敗北を宣言、ドファール反乱は終結する。

## その後
1992年、指導者であるアブドゥルアズィーズ・アル・カーディーは平和的な闘争により民主主義を求めるとし、組織をオマーン人民民主戦線に改組する。